# Frank Finlay
Frank Finlay (Farnworth, Lancashire, 1926. augusztus 6. – Weybridge, 2016. január 30.) BAFTA-díjas angol színész. Felmenői között ír és skót származásúak is vannak. Hazájában mind színpadi, mind filmszínészként nagy elismerésnek örvend. Pályája kezdetétől szerepelt televíziós produkciókban is. 1984-ben a Commander of the British Empire (CBE) kitüntetésben részesült.

Porthos szerepében A négy testőr, avagy a Milady bosszúja című filmben

## Pályafutása
Finlay 14 éves korában otthagyta az iskolát, és alkalmi munkákból élt. Egy idő után érdeklődni kezdett a színjátszás iránt, és a helyi színtársulatoknál kisebb szereplehetőségekhez jutott. 1951-ben, Skóciában olyan nagy sikerrel lépett színpadra, hogy elnyerte a Sir James Knottról elnevezett ösztöndíjat, és bekerült a londoni Royal Academy of Dramatic Art (RADA) intézményébe. Tanulmányai végeztével a Guildford állandó társulatának tagja lett. Sikerrel lépett fel a Royal Court Theatre színpadán, ahol különösen Arnold Wesker színdarabjaiban nyújtott kiemelkedőt. Színészi sokoldalúságát modern és klasszikus darabokban egyaránt bizonyította, ezért Laurence Olivier is meghívta őt a National Theatre Company társulatába. Itt olyan darabokban léphetett fel, mint például a Kurázsi mama vagy a Júnó és a páva, de természetesen a Shakespeare-szerepek sem maradtak ki az életéből. A Sok hűhó semmiértben komikusi képességeit csillogtathatta meg, míg az Othellóban drámai szerepkörben volt látható. Ez utóbbi előadás címszerepét Olivier alakította, Finlay az intrikus Jágót formálta meg. Alakításának nagy volt a visszhangja, akárcsak az egész előadásnak. A társulat külföldi turnéra ment a produkcióval, a Szovjetunióba is eljutottak. A színpadi előadást 1965-ben filmszalagra rögzítették, melynek köszönhetően Finlay-t Jágó szerepéért Oscar-, Golden Globe- és BAFTA-díjra jelölték, továbbá a San Sebastián-i Nemzetközi Filmfesztiválon elnyerte a legjobb férfi alakítás díját.
Még ugyanabban az évben az A Study in Terror című Sherlock Holmes-filmben Lestrade felügyelő szerepét játszotta. A figurát 1979-ben, a Gyilkosság rendeletre című filmben is megszemélyesítette: mindkét produkció Hasfelmetsző Jack gyilkosságait idézte fel.  Finlay a brit filmművészet népszerű karakterszínésze lett, akit sűrűn foglalkoztattak a legkülönbözőbb műfajú mozi- és tévéfilmekben. Emlékezetes alakítást nyújtott a legendás kalandor és nőcsábász Giacomo Casanova szerepében egy 1971-es tévésorozatban. (A téma 1987-es, ugyancsak a televízió számára készített feldolgozásában szintén szerepelt, de már nem a címszerepet kapta.) 1973 különösen jó év volt a pályáján. Adolf Hitlert játszotta a náci diktátor végnapjait bemutató tévéfilmben, a The Death of Adolf Hitlerben. Szerepformálásáról a kritikusok felsőfokokban cikkeztek, de kedvezően fogadták a The Adventures of Don Quixote és a Candide című tévéjátékokban nyújtott alakításait is: előbbiben Sancho Panzát, utóbbiban magát a szerzőt, Voltaire-t alakította. Richard Lester meghívta őt látványos szuperprodukciója, a Dumas regénye nyomán készült A három testőr, avagy a királyné gyémántjai sztárjai közé. Nem is egy, hanem rögtön két szerepet kapott: ő volt a hiú Porthos, illetve Buckingham herceg ékszerésze, O’Reilly. Természetesen a folytatásból (A négy testőr, avagy a Milady bosszúja) sem maradt ki, hiszen a két filmet egy időben forgatták. Finlay-nek arra is maradt még ideje 1973-ban, hogy az akkoriban népszerű színes bőrű filmhős, Shaft egyik kalandját bemutató alkotásban (Shaft Afrikában) ugyancsak a kamerák elé álljon.
Az 1970-es évek második felében Finlay újabb tévés produkciókkal növelte népszerűségét: a Bouquet of Barbed Wire és az Another Bouquet nagy sikernek bizonyult Angliában. Az 1980-as évek terméséből említésre méltó az erotikus botrányfilmjeiről híres Tinto Brass A kulcs (1983) című munkája, melyben Finlay a Stefania Sandrelli megformálta szépasszony férjét alakította, aki idős korában is fogékony maradt a női bájak iránt. Szerepelt a hányatott sorsú orosz tudósról, Andrej Szaharovról szóló tévéfilmben. Fontos szerepet kapott Dickens Karácsonyi ének című művének 1984-es, és Remarque A diadalív árnyékában című klasszikus regényének 1984-es brit tévés feldolgozásaiban is. Richard Lester jóvoltából az öreg, de változatlanul hiú Porthos figuráját szintén életre kelthette A testőrök visszatérnek (1989) című ironikus kalandfilmben. A színész valószínűleg nem találta túl viccesnek, amikor a tekintélyesnek tartott Halliwell's Filmgoer's Companion 9. kiadásában azt olvashatta, hogy 1986-ban ő már elhunyt.
Az 1990-es években Finlay továbbra is megosztotta energiáit a televízió, a film és a színpad között. Kitűnő epizódalakítást nyújtott Roman Polański világsikerű drámájában, A zongoristában (2002) mint a címszereplő apja. Szó volt arról, hogy a lengyel rendező következő filmjében, a Twist Olivérben (2005) is játszani fog, ám erre végül nem került sor.

## Magánélet
Finlay a Farnborough Little Theatre tagjaként ismerkedett meg későbbi feleségével, Doreen Shepherddel, aki ugyancsak a társulat tagja volt. Boldogan éltek az asszony 2005-ben bekövetkezett haláláig.

## Filmjei
- 1960: Target Luna (tévésorozat)
- 1961: The Compartment (tévéfilm)
- 1961: The Younger Generation (tévésorozat, a Josie és az Animals Can't Laugh című epizódokban)
- 1961: You Can’t Win (tévésorozat, a The One That Got Away című epizódban)
- 1962: Potter közkatona (Private Potter)
- 1962: Studio Four (tévésorozat, a The Farquhar Connection című epizódban)
- 1962: Z Cars (tévésorozat, a Fire! című epizódban)
- 1962: A hosszútávfutó magányossága (The Loneliness of the Long Distance Runner)
- 1962: A leghosszabb nap (The Longest Day); Coke közlegény (nem szerepel a stáblistán)
- 1963: Doktor bajban (Doctor in Distress); corsetière
- 1963: The Informers
- 1963: The Wild Affair
- 1964: Meglehetősen meleg június (Hot Enough for June) (nem szerepel a stáblistán)
- 1964: A színész (The Comedy Man)
- 1965: A Study in Terror
- 1965: Othello (Othello); Jágó
- 1966: The Sandwich Man
- 1966: Thirteen Against Fate (tévésorozat)
- 1966: The Murderer (tévéfilm)
- 1967: Sok hűhó semmiért (Much Ado About Nothing) (tévéfilm)
- 1967: Thirty-Minute Theatre (tévésorozat, az Oldenberg című epizódban)
- 1967: The Deadly Bees
- 1967: Tréfacsinálók (The Jokers), zaklatott férfi
- 1967: Rablás (Robbery)
- 1967: A nyomorultak (Les Misérables) (tévésorozat); Jean Valjean
- 1967: I’ll Never Forget What’s’is name
- 1967: The Spare Tyres
- 1968: Clouseau felügyelő (Inspector Clouseau); Weaver főfelügyelő
- 1968: A halász cipője (The Shoes of the Fisherman); Igor Bunyin
- 1968: Twisted Nerve
- 1969: This Happy Breed (tévéfilm)
- 1969: The Wednesday Play (tévésorozat, a Blood of the Lamb című epizódban)
- 1969: Play of the Month (tévésorozat, a Julius Caesar című epizódban)
- 1970: Viszontlátásra a pokolban (The Molly Maguires); Davies
- 1970: Cromwell; John Carter
- 1970: Play for Today (tévésorozat, a The Lie című epizódban)
- 1971: Assault
- 1971: Casanova (Casanova), Giacomo Casanova
- 1971: Dilettáns zsaroló / A dilettáns detektív (Gumshoe)
- 1972: Danny Jones
- 1972: Ülő célpont (Sitting Target)
- 1972: Van der Valk und das Mädchen (tévéfilm)
- 1972: Neither the Sea Nor the Sand
- 1972: Play of the Month (tévésorozat, a The Merchant of Venice című epizódban)
- 1973: The Death of Adolf Hitler (tévéfilm)
- 1973: Play of the Month (tévésorozat, a The Adventures of Don Quixote című epizódban)
- 1973: Shaft Afrikában (Shaft in Africa); Amafi
- 1973: A három testőr, avagy a királyné gyémántjai (The Three Musketeers); Porthos
- 1973: Van der Valk und die Reichen (tévéfilm)
- 1974: A négy testőr, avagy a Milady bosszúja (The Four Musketeers); Porthos
- 1975: Pas de frontières pour l’inspecteur: Le bouc émissaire (tévéfilm)
- 1975: Play for Today (tévésorozat, a 84 Charing Cross Road című epizódban)
- 1976: Bouquet of Barbed Wire (tévésorozat)
- 1977: Another Bouquet (tévésorozat)
- 1977: Count Dracula (tévéfilm)
- 1978: Betzi (tévéfilm)
- 1978: Vadlibák (The Wild Geese); Geoghagen atya
- 1978: A bagdadi tolvaj (The Thief of Baghdad) (tévéfilm); Abu Bakar
- 1979: Un ombra nell’ombra
- 1979: Gyilkosság rendeletre (Murder by Decree)
- 1981: Meghökkentő mesék (Tales of the Unexpected) (tévésorozat, a There’s One Born Every Minute című epizódban)
- 1981: Play for Today (tévésorozat, a Dear Brutus című epizódban)
- 1982: The Return of the Soldier
- 1983: Enigma
- 1983: The Ploughman’s Lunch
- 1983: Fekete Vipera (The Black Adder) (tévésorozat, a The Witchsmeller Pursuivant című epizódban); Witchsmeller Pursuivant
- 1983: A kulcs (La chiave); Nino Rolfe
- 1984: Nine Days in May (tévéfilm) (mint narrátor)
- 1984: Szaharov (Sakharov) (tévéfilm)
- 1984: Karácsonyi ének (A Christmas Carol) (tévéfilm); Jacob Marley
- 1985: 1919 (csak hang!)
- 1985: In the Secret State (tévéfilm)
- 1985: A diadalív árnyékában (Arch of Triumph) (tévéfilm)
- 1985: Életerő (Lifeforce)
- 1987: Casanova (tévéfilm); Razetta
- 1987: Two Ronnies (tévésorozat, a 1987 Christmas Special című epizódban)
- 1988: Erebus: The Aftermath (tévésorozat)
- 1989: King of the Wind
- 1989: A testőrök visszatérnek (The Return of the Musketeers); Porthos
- 1990: La Mansión de los Cthulhu
- 1991: Lángoló part (Mountain of Diamonds) (tévéfilm); Garrick Courtney
- 1992: Sztálin (Stalin) (tévéfilm); Szergej
- 1993: Charlemagne, le prince à cheval (tévésorozat)
- 1993: An Exchange of Fire (tévéfilm)
- 1993: Egy apáca szerelme (Storia di una capinera)
- 1994: Common As Muck (tévésorozat)
- 1994: Sherlock Holmes emlékiratai (The Memoirs of Sherlock Holmes) (tévésorozat, a The Golden Pince-Nez című epizódban)
- 1994: Lovejoy (tévésorozat, a Fruit of the Desert című epizódban)
- 1994: Heartbeat (tévésorozat, a Lost and Found című epizódban)
- 1995: A Mind to Murder (tévéfilm)
- 1995: Gospa
- 1996: Tiré à part
- 1997: For My Baby
- 1998: The Grand (tévésorozat, a 2. évad 7. epizódjában)
- 1998: Ó, azok az angolok! (Stiff Upper Lips)
- 1998: So This Is Romance?
- 1998–1999: How Do You Want Me? (tévésorozat)
- 1999: Álomherceg (Dreaming of Joseph Lees)
- 1999: A koboldok varázslatos legendája (The Magical Legend of the Leprechauns) (tévéfilm)
- 2000: A hosszúsági fok (Longitude) (tévéfilm)
- 2000: Where the Heart Is (tévésorozat, a Legacy című epizódban)
- 2000: Ghosthunter
- 2000: The Sins (tévésorozat)
- 2000: Brand Spanking New Show (tévésorozat, az 1. évad 8. epizódjában)
- 2000: In the Beginning (tévéfilm) (csak hang!) (nem szerepel a stáblistán)
- 2001: The Martins
- 2001: Station Jim (tévéfilm)
- 2002: A zongorista (The Pianist); az apa
- 2002: Silent Cry
- 2003: Az elfelejtett herceg (The Lost Prince) (tévéfilm)
- 2003: Eroica (tévéfilm)
- 2003: Prime Suspect 6: The Last Witness (tévéfilm)
- 2003: Az ítélet (The Statement)
- 2004: Lighthouse Hill
- 2004–2005: Life Begins (tévésorozat)
- 2006: Johnny and the Bomb (tévéfilm)
- 2006: Prime Suspect: The Final Act (tévéfilm)
- 2007: The Waiting Room
- 2008: Merlin (tévésorozat, a The Labyrinth of Gedref című epizódban)
- 2009: Four Seasons (tévésorozat)

## Díjak és jelölések

### Oscar-díj
- 1966 jelölés Othello (legjobb férfi epizodista)

### BAFTA-díj
- 1967 jelölés Othello (legígéretesebb új férfi színész)
- 1972 jelölés Casanova (legjobb színész)
- 1974 díj The Adventures of Don Quixote; Candide; The Death of Adolf Hitler (legjobb színész)
- 1983 jelölés The Return of the Soldier (legjobb férfi epizodista)

### Golden Globe-díj
- 1966 jelölés Othello (legjobb férfi epizodista)

### San Sebastián-díj
- 1966 díj Othello (legjobb férfi színész)